# Opuscula Tibetana
Opuscula Tibetana : Arbeiten aus dem Tibet-Institut Rikon-Zürich ist eine deutschsprachige monografische Reihe, die im Tibet-Institut Rikon in den Jahren 1971–2004 in Zürich erschien. Sie enthält weitgefasst verschiedene Schriften zum Themenkreis Tibet, insbesondere zum tibetischen Buddhismus. Es erschienen insgesamt 34 Bände. Das klösterliche Institut im Tösstal entstand seinerzeit auf Wunsch des 14. Dalai Lama. Die Einrichtung  betreut nicht nur die Tibeter in der Schweiz, sondern leistet einen wichtigen Beitrag zur Wahrung der tibetischen Kultur und Pflege des Dialogs zwischen Ost und West. Die folgende Übersicht ist nach Erscheinungsjahr sortiert. Sie erhebt keinen Anspruch auf Vollständigkeit. Einige der Bände erschienen in weiteren Auflagen.

## Übersicht
- Yon-tan gZir-Gyur-ma (Fundament der Guten Qualitäten - Ein Tsongkhapa-Text). 1971
- Kleine Phraseologie der tibetischen Umgangssprache. Kelsang Champa T. Jongchay. 1972
- Katalog der Sekundärliteratur am Tibet-Institut Rikon/Zürich. Thomas Hürsch. 1973–74, Stand: 31. März 1973
- Tibetan manuscripts, blockprints and modern editions in the Library of the Tibetan Institute at Rikon/Zurich. Dahortshang, Champa N. Lodro. - 1974
- Das klösterliche Tibet-Institut in Rikon, Zürich. Lindegger, Peter. - [1974]
- Yon-tan gŹir-Gyur-ma. Blo-bzang-grags-pa, Tsong-kha-pa. - 1975, 3., unveränd. Aufl. d. Ed. von 1971
- Der Schmied und sein Handwerk im traditionellen Tibet. Rauber-Schweizer, Hanna. - 1976
- Onomasticon Tibetanum. Lindegger, Peter. - 1976
- Geistliche Titel und Bezeichnungen in der Hierarchie des tibetischen Klerus unter besonderer Berücksichtigung der Ge-lug-pa-Schule. Baumgardt, Ursula. - 1977
- Atiśa's "Juwelenkranz des Bodhisattva". Atiśa. - 1978, 1. Aufl.
- Atiśa's "Juwelenkranz des Bodhisattva". Atiśa. - 1978, 2. Aufl.
- Griechische und römische Quellen zum peripheren Tibet / Teil 1. Frühe Zeugnisse bis Herodot. 1979
- Probleme der Integration von Tibetern in der Schweiz. Ott-Marti, Anna Elisabeth. - 1980
- Untersuchungen zum Hautleistensystem von Exil-Tibetern in der Schweiz. Mullis, Marie-Louise. - 1981
- Katalog der Sekundärliteratur am Tibet-Institut Rikon/Zürich. Lindegger, Peter. - 1981, Stand: 31. März 1981
- Testimonies of Tibetan tulkus / Vol. 1. Materials. 1982
- Testimonies of Tibetan tulkus / Vol 2. Appendices 1982
- Griechische und römische Quellen zum peripheren Tibet / Teil 2. Überlieferungen von Herodot bis zu den Alexanderhistorikern. 1982
- Kleine Phraseologie der tibetischen Umgangssprache. Jongchay, Kelsang Champa T. - 1982, 2., unveränd. Aufl.
- Chants attribués à Tsang-Yang-Gyatso, Sixième Dalai͏̈ Lama. Van Heurck, Philippe. - 1984
- "Der kostbare Rosenkranz für den höchsten Weg". Bsod-nams-rin-chen. - 1986, 1. Aufl.
- Transformation into the exalted state. - 1987
- Tibetan ritual music. Scheidegger, Daniel A. - 1988
- Five Tibetan legends from the Avadāna Kalpalatā. - 1989
- Die tibetische Familie im Wandel und Spannungsfeld zweier Kulturen. Gyaltag, Gyaltsen. - 1990, 1. Aufl.
- Mühlen in Tibet. Eugen Wehrli. - 1993, 1. Aufl.
- Griechische und römische Quellen zum peripheren Tibet / Teil 3. Zeugnisse von den Alexanderhistorikern bis zur Spätantike. 1993, 1. Aufl.
- "Der kostbare Rosenkranz für den höchsten Weg". Bsod-nams-rin-chen. - 1995, 2., verb. Aufl.
- Verwandtschaftssystem und Feudalgesellschaft in Tibet. Südkamp, Horst. -  1996, 1. Aufl.
- Der Grund allen Seins. - 1998, 1. Aufl.
- Breviarium der tibetischen Geschichte. Horst Südkamp. - 1998, 1. Aufl.
- 40 Jahre Tibeter in der Schweiz. Lindegger, Peter. - 2000, 1. Aufl.
- Alphabetum Tibetanum / Teil 1. Der manichäische Einfluß auf den tibetisch-buddhistischen Glauben in gegenreformatorischer Wertung - Kosmologie, Kulturgeschichte & Kalendarium, Kloster- & Alltagsleben der Tibeter - Landeskunde mit Itinerarien, Übersetzungs- & Deutungsversuche tibetischer Gebetstexte nach den Berichten der märkischen Kapuziner Tibetmissionare aus der ersten Hälfte des 18. Jahrhunderts. 2001, 1. Aufl.
- Die Vorvölker Tibets. Südkamp, Horst. - 1. Aufl.